# Baratang Island
Baratang Island är en ö i Indien.   Den ligger i unionsterritoriet Andamanerna och Nikobarerna, i den sydöstra delen av landet, 2 400 km sydost om huvudstaden New Delhi. Arean är 22,3 kvadratkilometer.
Terrängen på Baratang Island är platt. Öns högsta punkt är 188 meter över havet. Den sträcker sig 6,9 kilometer i nord-sydlig riktning, och 5,0 kilometer i öst-västlig riktning.  I omgivningarna runt Baratang Island växer i huvudsak städsegrön lövskog.